# Ministri degli affari esteri della Repubblica Ellenica
I ministri degli affari esteri della Repubblica Ellenica dal 1822 ad oggi sono i seguenti.

## Lista

### Prima Repubblica ellenica (1822-1832)
| Ministro                                                                                      | Ministro                             | Ministro                             | Partito                              | Governo                              | Mandato           | Mandato           |
| Ministro                                                                                      | Ministro                             | Ministro                             | Partito                              | Governo                              | Inizio            | Fine              |
| --------------------------------------------------------------------------------------------- | ------------------------------------ | ------------------------------------ | ------------------------------------ | ------------------------------------ | ----------------- | ----------------- |
| Affari esteri                                                                                 |                                      |                                      |                                      |                                      |                   |                   |
|                                                                                               |                                      | Theodōros Negrīs (1790-1824)         | Indipendente                         | Esecutivo del 1822                   | 16 gennaio 1822   | 26 aprile 1823    |
| Delega conferita al Segretario generale dell'esecutivo (dal 26 aprile 1823 al 17 aprile 1826) |                                      |                                      |                                      |                                      |                   |                   |
| Commissione esecutiva greca del 1826                                                          | Commissione esecutiva greca del 1826 | Commissione esecutiva greca del 1826 | Commissione esecutiva greca del 1826 | Commissione esecutiva greca del 1826 | 18 aprile 1826    | 3 aprile 1827     |
|                                                                                               |                                      | Geōrgios Glarakīs (1789-1855)        | Indipendente                         | Comitato antigovernativo             | 3 aprile 1827     | 23 gennaio 1828   |
| Affari esteri e marina mercantile                                                             |                                      |                                      |                                      |                                      |                   |                   |
|                                                                                               |                                      | Spyridōn Trikoupīs (1788-1873)       | Indipendente                         | Kapodistria                          | 23 gennaio 1828   | 12 settembre 1829 |
|                                                                                               |                                      | Iakovos Rizos Neroulos (1778-1849)   | Indipendente                         | Kapodistria                          | 12 settembre 1829 | 8 luglio 1831     |
|                                                                                               |                                      | Geōrgios Glarakīs (1789-1855)        | Indipendente                         | Kapodistria                          | 8 luglio 1831     | 27 settembre 1831 |
| Commissione esecutiva del 1831                                                                | 27 settembre 1831                    | Geōrgios Glarakīs (1789-1855)        | Indipendente                         | 8 dicembre 1831                      |                   |                   |
| Kapodistria                                                                                   | 8 dicembre 1831                      | Geōrgios Glarakīs (1789-1855)        | Indipendente                         | 27 marzo 1832                        |                   |                   |
|                                                                                               |                                      | Spyridōn Trikoupīs (1788-1873)       | Indipendente                         | Commissione esecutiva del 1832       | 28 marzo 1832     | 25 gennaio 1833   |

### Seconda Repubblica ellenica (1924-1935)
| Ministro        | Ministro         | Ministro                                           | Partito                             | Governo                          | Mandato         | Mandato          |
| Ministro        | Ministro         | Ministro                                           | Partito                             | Governo                          | Inizio          | Fine             |
| --------------- | ---------------- | -------------------------------------------------- | ----------------------------------- | -------------------------------- | --------------- | ---------------- |
| Affari esteri   |                  |                                                    |                                     |                                  |                 |                  |
|                 |                  | Alexandros Papanastasiou (ad interim) (1876-1936)  | Unione Democratica                  | Papanastasiou I                  | 12 marzo 1924   | 31 marzo 1924    |
|                 |                  | Geōrgios Roussos (1868-1947)                       | Democratici Liberali                | Papanastasiou I                  | 31 marzo 1924   | 18 giugno 1924   |
|                 |                  | Kōnstantinos Rentīs (1884-1958)                    | Unione Democratica                  | Papanastasiou I                  | 18 giugno 1924  | 24 luglio 1924   |
|                 |                  | Geōrgios Roussos (1868-1947)                       | Democratici Liberali                | Sofoulis                         | 24 luglio 1924  | 7 ottobre 1924   |
| Michalakopoulos | 7 ottobre 1924   | Geōrgios Roussos (1868-1947)                       | Democratici Liberali                | 19 gennaio 1925                  |                 |                  |
| Michalakopoulos |                  |                                                    | Andreas Michalakopoulos (1876-1938) | Partito Conservatore Democratico | 19 gennaio 1925 | 26 giugno 1925   |
|                 |                  | Alexandros Chatzīkiriakos (ad interim) (1874-1956) | Indipendente                        | Pagkalos                         | 26 giugno 1925  | 2 luglio 1925    |
|                 |                  | Kōnstantinos Rentīs (1884-1958)                    | Unione Democratica                  | Pagkalos                         | 2 luglio 1925   | 21 ottobre 1925  |
|                 |                  | Alexandros Chatzīkiriakos (ad interim) (1874-1956) | Indipendente                        | Pagkalos                         | 21 ottobre 1925 | 6 novembre 1925  |
|                 |                  | Loukas Kanakarīs-Roufos (1878-1949)                | Indipendente                        | Pagkalos                         | 6 novembre 1925 | 19 luglio 1926   |
| Eftaxias        | 19 luglio 1926   | Loukas Kanakarīs-Roufos (1878-1949)                | Indipendente                        | 26 agosto 1926                   |                 |                  |
|                 |                  | Periklīs Argyropoulos (1871-1955)                  | Partito dei Liberali                | Kondylīs I                       | 26 agosto 1926  | 4 dicembre 1926  |
|                 |                  | Andreas Michalakopoulos (1876-1938)                | Partito Conservatore Democratico    | Zaimīs VI                        | 4 dicembre 1926 | 17 agosto 1927   |
| Zaimīs VII      | 17 agosto 1927   | Andreas Michalakopoulos (1876-1938)                | Partito Conservatore Democratico    | 8 febbraio 1928                  |                 |                  |
| Zaimīs VIII     | 8 febbraio 1928  | Andreas Michalakopoulos (1876-1938)                | Partito Conservatore Democratico    | 4 luglio 1928                    |                 |                  |
|                 |                  | Alexandros Karapanos (1873-1946)                   | Partito dei Liberali                | Venizelos V                      | 4 luglio 1928   | 7 giugno 1929    |
|                 |                  | Periklīs Argyropoulos (1871-1955)                  | Partito dei Liberali                | Venizelos VI                     | 7 giugno 1929   | 6 luglio 1929    |
|                 |                  | Andreas Michalakopoulos (1876-1938)                | Partito Conservatore Democratico    | Venizelos VI                     | 6 luglio 1929   | 16 dicembre 1929 |
| Venizelos VII   | 16 dicembre 1929 | Andreas Michalakopoulos (1876-1938)                | Partito Conservatore Democratico    | 26 maggio 1932                   |                 |                  |
|                 |                  | Alexandros Papanastasiou (1876-1936)               | Partito Agricolo Laburista          | Papanastasiou II                 | 26 maggio 1932  | 5 giugno 1932    |
|                 |                  | Andreas Michalakopoulos (1876-1938)                | Partito Conservatore Democratico    | Venizelos VIII                   | 5 giugno 1932   | 4 novembre 1932  |
|                 |                  | Iōannīs Rallīs (1878-1946)                         | Partito Populista                   | Tsaldarīs I                      | 4 novembre 1932 | 16 gennaio 1933  |
|                 |                  | Andreas Michalakopoulos (1876-1938)                | Partito Conservatore Democratico    | Venizelos IX                     | 16 gennaio 1933 | 6 marzo 1933     |
|                 |                  | Alexandros Mazarakīs-Ainian (1874-1943)            | Indipendente                        | Othōnaios                        | 6 marzo 1933    | 7 marzo 1933     |
|                 |                  | Nikolaos Mavroudīs (1873-1942)                     | Indipendente                        | Othōnaios                        | 7 marzo 1933    | 10 marzo 1933    |
|                 |                  | Dīmītrios Maximos (1873-1955)                      | Partito Populista                   | Tsaldarīs I                      | 10 marzo 1933   | 2 marzo 1935     |
|                 |                  | Panagīs Tsaldarīs (1868-1936)                      | Partito Populista                   | Tsaldarīs I                      | 2 marzo 1935    | 10 ottobre 1935  |
|                 |                  | Iōannīs Theotokīs (1880-1961)                      | Indipendente                        | Kondylīs II                      | 10 ottobre 1935 | 30 novembre 1935 |

### Repubblica Ellenica (1974-presente)
| Ministro      | Ministro          | Ministro                                         | Partito                          | Governo                          | Mandato           | Mandato           |
| Ministro      | Ministro          | Ministro                                         | Partito                          | Governo                          | Inizio            | Fine              |
| ------------- | ----------------- | ------------------------------------------------ | -------------------------------- | -------------------------------- | ----------------- | ----------------- |
| Affari esteri |                   |                                                  |                                  |                                  |                   |                   |
|               |                   | Geōrgios Mavros (1909-1995)                      | Unione di Centro                 | Karamanlis V                     | 24 luglio 1974    | 21 novembre 1974  |
|               |                   | Dīmītrios Bitsios (1915-1984)                    | Nuova Democrazia                 | Karamanlis VI                    | 21 novembre 1974  | 28 novembre 1977  |
|               |                   | Panagīs Papalīgouras (1917-1993)                 | Nuova Democrazia                 | Karamanlis VII                   | 28 novembre 1977  | 10 maggio 1978    |
|               |                   | Geōrgios Rallīs (1918-2006)                      | Nuova Democrazia                 | Karamanlis VII                   | 10 maggio 1978    | 10 maggio 1980    |
|               |                   | Kōnstantinos Mītsotakīs (1918-2017)              | Nuova Democrazia                 | Rallīs                           | 10 maggio 1980    | 21 ottobre 1981   |
|               |                   | Iōannīs Charalampopoulos (1919-2014)             | Movimento Socialista Panellenico | Papandreou I                     | 21 ottobre 1981   | 5 giugno 1985     |
| Papandreou II | 5 giugno 1985     | Iōannīs Charalampopoulos (1919-2014)             | Movimento Socialista Panellenico | 26 luglio 1985                   |                   |                   |
| Papandreou II |                   |                                                  | Karolos Papoulias (1929-2021)    | Movimento Socialista Panellenico | 26 luglio 1985    | 2 luglio 1989     |
|               |                   | Tzannīs Tzannetakīs (1927-2010)                  | Nuova Democrazia                 | Tzannetakīs                      | 2 luglio 1989     | 12 ottobre 1989   |
|               |                   | Geōrgios Papoulias (1927-2009)                   | Indipendente                     | Grivas                           | 12 ottobre 1989   | 23 novembre 1989  |
|               |                   | Antōnīs Samaras (1951)                           | Nuova Democrazia                 | Zolōtas                          | 23 novembre 1989  | 16 febbraio 1990  |
|               |                   | Geōrgios Papoulias (1927-2009)                   | Indipendente                     | Zolōtas                          | 16 febbraio 1990  | 11 aprile 1990    |
|               |                   | Antōnīs Samaras (1951)                           | Nuova Democrazia                 | Mītsotakīs                       | 11 aprile 1990    | 14 aprile 1992    |
|               |                   | Kōnstantinos Mītsotakīs (ad interim) (1918-2017) | Nuova Democrazia                 | Mītsotakīs                       | 14 aprile 1992    | 7 agosto 1992     |
|               |                   | Michalīs Papakōnstantinou (1919-2010)            | Nuova Democrazia                 | Mītsotakīs                       | 7 agosto 1992     | 13 ottobre 1993   |
|               |                   | Karolos Papoulias (1929-2021)                    | Movimento Socialista Panellenico | Papandreou III                   | 13 ottobre 1993   | 22 gennaio 1996   |
|               |                   | Theodōros Pagkalos (1938)                        | Movimento Socialista Panellenico | Sīmitīs I                        | 22 gennaio 1996   | 25 settembre 1996 |
| Sīmitīs II    | 25 settembre 1996 | Theodōros Pagkalos (1938)                        | Movimento Socialista Panellenico | 19 febbraio 1999                 |                   |                   |
| Sīmitīs II    |                   |                                                  | Giōrgos Papandreou (1952)        | Movimento Socialista Panellenico | 19 febbraio 1999  | 13 aprile 2000    |
| Sīmitīs III   | 13 aprile 2000    | 13 febbraio 2004                                 | Giōrgos Papandreou (1952)        | Movimento Socialista Panellenico |                   |                   |
| Sīmitīs III   |                   |                                                  | Tasos Giannitsīs (1944)          | Movimento Socialista Panellenico | 13 febbraio 2004  | 10 marzo 2004     |
|               |                   | Petros Molyviatīs (1928)                         | Nuova Democrazia                 | Karamanlīs I                     | 10 marzo 2004     | 15 febbraio 2006  |
|               |                   | Ntora Bakogiannī (1954)                          | Nuova Democrazia                 | Karamanlīs I                     | 15 febbraio 2006  | 19 settembre 2007 |
| Karamanlīs II | 19 settembre 2007 | Ntora Bakogiannī (1954)                          | Nuova Democrazia                 | 7 ottobre 2009                   |                   |                   |
|               |                   | Giōrgos Papandreou (1952)                        | Movimento Socialista Panellenico | Papandreou                       | 7 ottobre 2009    | 7 settembre 2010  |
|               |                   | Dīmītrīs Droutsas (1968)                         | Movimento Socialista Panellenico | Papandreou                       | 7 settembre 2010  | 17 giugno 2011    |
|               |                   | Stavros Lamprinidīs (1962)                       | Movimento Socialista Panellenico | Papandreou                       | 17 giugno 2011    | 11 novembre 2011  |
|               |                   | Stavros Dīmas (1941)                             | Nuova Democrazia                 | Papadīmos                        | 11 novembre 2011  | 17 maggio 2012    |
|               |                   | Petros Molyviatīs (1928)                         | Nuova Democrazia                 | Pikrammenos                      | 17 maggio 2012    | 21 giugno 2012    |
|               |                   | Dīmītrīs Avramopoulos (1953)                     | Nuova Democrazia                 | Samaras                          | 21 giugno 2012    | 25 giugno 2013    |
|               |                   | Evangelos Venizelos (1957)                       | Movimento Socialista Panellenico | Samaras                          | 25 giugno 2013    | 27 gennaio 2015   |
|               |                   | Nikos Kotzias (1950)                             | SYRIZA                           | Tsipras I                        | 27 gennaio 2015   | 28 agosto 2015    |
|               |                   | Petros Molyviatīs (1928)                         | Nuova Democrazia                 | Thanou-Christophilou             | 28 agosto 2015    | 23 settembre 2015 |
|               |                   | Nikos Kotzias (1950)                             | SYRIZA                           | Tsipras II                       | 23 settembre 2015 | 17 ottobre 2018   |
|               |                   | Alexīs Tsipras (ad interim) (1974)               | SYRIZA                           | Tsipras II                       | 17 ottobre 2018   | 18 febbraio 2019  |
|               |                   | Geōrgios Katrougkalos (1963)                     | SYRIZA                           | Tsipras II                       | 18 febbraio 2019  | 9 luglio 2019     |
|               |                   | Nikos Dendias (1959)                             | Nuova Democrazia                 | Mītsotakīs I                     | 9 luglio 2019     | 26 maggio 2023    |
|               |                   | Vasilīs Kaskarelīs (?)                           | Indipendente                     | Sarmas                           | 26 maggio 2023    | 27 giugno 2023    |
|               |                   | Giōrgos Gerapetritīs (1967)                      | Nuova Democrazia                 | Mītsotakīs II                    | 27 giugno 2023    | in carica         |

### Esplicative
1. ↑  Ricopre anche la carica di Primo segretario di Stato.
2. ↑  Si tratta del Segretario Alessandro Mavrocordato fino al 12 luglio 1823, Nikolaos Spīliadīs fino al 6 gennaio 1824, Panagiōtīs Rodios fino al 6 febbraio 1825, di nuovo Mavrocordato fino al 25 marzo 1826 e Geōrgios Predīs ad interim fino al 18 aprile 1826 (esecutivo del 1823 e del 1824).
3. 1 2 3 4  Come Segretario.
4. ↑  Come Segretario, ricopre anche la carica di Segretario di Stato fino al 5 febbraio 1829.
5. 1 2 3 4 5 6 7  Ricopre anche la carica di Primo ministro.
6. ↑  Ad interim fino al 9 marzo 1925, ricopre anche la carica di Primo ministro.
7. 1 2 3  Ricopre anche la carica di Vice primo ministro.
8. ↑  Ricopre anche la carica di Primo ministro e di ministro del turismo.